# Пурбах-ам-Нойзидлер-Зе
Пурбах-ам-Нойзидлер-Зе (нем. Purbach am Neusiedler See) — город (нем. Stadt) в Австрии, в федеральной земле Бургенланд. 
Входит в состав округа Айзенштадт.  Население составляет 2637 человек (на 31 декабря 2005 года). Занимает площадь 45,84 км². Официальный код  —  10312.

## Политическая ситуация
Бургомистр коммуны — Рихард Херман (АНП) по результатам выборов 2007 года.
Совет представителей коммуны (нем. Gemeinderat) состоит из 23 мест.
- АНП занимает 14 мест.
- СДПА занимает 9 мест.